# مجمع‌الانساب
مجمع‌الانساب یا جامع‌الانساب اثر محمد شبانکاره‌ای کتابی دربارهٔ تاریخ عمومی از زمان آدم تا روزگار مؤلف است. شبانکاره‌ای نگارش کتاب را در ۷۳۳ ه‍.ق آغاز کرد و سه سال بعد به پایان برد. سال پایان کتاب با درگذشت سلطان ابوسعید و به‌هم‌ریختگی اوضاع فرمانروایی ایلخانان هم‌زمان شد. کتاب در غارت ربع رشیدی مفقود شد. پس از این ماجرا شبانکاره‌ای دوباره نگارش کتاب را آغاز کرد و آن را تا سال ۷۴۳ ه‍.ق ادامه داد. بخش‌های پیش از دورهٔ مغول کتاب، چکیده‌ای از کتاب‌های تاریخ گذشته‌است. کتاب دو مقدمه دارد که به‌گمان مربوط به ویرایش‌های اول و دوم کتاب است. با آن‌که این کتاب در روزگار اوج نثر مصنوع فارسی نوشته شده، اما دارای نثری رسا و روان و آموزنده است.